# Jabberwacky
Jabberwackyとは、イギリスのプログラマ ロロ・カーペンター(Rollo Carpenter) が開発したおしゃべりボットである。その目標は「面白く、楽しめる、ユーモラスな人間同士の自然な会話をシミュレートする」こととされている。人間とのやりとりに主眼を置いた人工知能開発の試みの1つである。

## 技術
Jabberwacky の動作の基盤となっている技術は、他の人工知能ソフトウェアとは異なる。このシステムは言語と文脈を人間との対話を通して学んでいく。固定的な規則や原則はシステム内にプログラムとして存在せず、完全にユーザーとの対話によってシステムが動作するようになっている。システムには過去のユーザーとの対話の記録とそれに関するユーザーのコメントが格納されており、最も適切な応答を探す際にこの情報を活用する。
つまり、このプログラムは文脈的に適切な会話の大規模データベースを作成しており、会話の際にそれを使って適切な応答を選択する。
このシステムは英語以外にも対応できるよう設計されており、十分な情報が与えられれば適切に応答することを学ぶことができるとされている。同様に、俗語、ジョーク、言葉遊びなども学ぶことができるとされている。

## 目的
このプロジェクトの目的は、チューリングテストに合格できる人工知能を生み出すこととされている。人間の会話を真似て、ユーザーと会話を行うよう設計されている。それ以外の機能は持たない。
伝統的な人工知能プログラムとは異なり、エキスパートシステムなどで使われている技術は使わない。むしろ、Jabberwacky はエンターテインメントのツールと見ることが出来る。現在、テキストベースであるこのプログラムを音声ベースにすることが最大の懸案となっている。作者は、これを最終的に家庭用ロボットやエンターテイメントロボットなどに組み込めると考えている。
Jabberwacky は2003年以降のローブナー賞コンテストに参加しており、優秀な成績を収めている。2005年には George、2006年 には Joan が共にブロンズ賞を受賞している。これは最も人間との対話がうまかったプログラム（および作者）に与えられる賞である。なお、金賞はこれまで一度も授与されていない。

## 問題
Jabberwacky は適切な応答を探すよう設計されているが、これで万人を納得させる自然な会話ができているとは言えない。1つの問題は、人間側が Jabberwacky の応答に返事をせず、自分の話したい話を続けようとした場合に発生する。この場合、システム内のデータベースに文脈の繋がらない会話が記録され、将来の会話で参照されることになる。
また話題が頻繁に変わると、Jabberwacky は対応できなくなる。人々はソフトウェアと対話する場合に通常よりも意地悪になる傾向があり、これは学習システムにとっては考慮すべき事実である。

### 例
以下の例は、このシステムの問題点が如実に現われている会話である。（原文を参照したい場合は、英語版を参照されたい）
ユーザー1: やあ
Jabberwacky: やあ
ユーザー1: 一番好きなテレビ番組は何？
Jabberwacky: running が好き（訳注: I like running だが、Running という番組があるかどうか不明）
ユーザー1: 僕の場合はWanderfalls
ユーザー2: やあ
Jabberwacky: やあ
ユーザー2: 何か趣味を持ってる？
Jabberwacky: はい、たくさん
ユーザー2: 私は走ることが好き（訳注: I like running）
Jabberwacky: 僕の場合はWonderfalls
ただし、プロジェクト関係者は jabberwacky がさらに running について学べば、文脈によってその意味を区別できるようになると期待している。

### 逆の例
以下は会話の面白い性質が現われた成功例であり、ほとんど適切といえる文脈が構成されている。
Jabberwacky: 僕は何にもなれない。僕の人生は空っぽだ。
ユーザー: よしてくれ
Jabberwacky: 何ていいました？
ユーザー: バカにしてんのか！
Jabberwacky: いいえ
ユーザー: （訳注:著作権上問題があると思われるので割愛。ドレミのうたの「ド」の部分の歌詞）
Jabberwacky: 特に興味はありません
ユーザー: ちがーう！ 話をごっちゃにするな。歌おうぜ
Jabberwacky: 人が混乱してるのは楽しい。誰かが、僕はそのために生きてると言っていた
ユーザー: （訳注:ふたたび「ド」の部分の歌詞）
Jabberwacky: レイは僕にビールを売る男（訳注: Ray, the guy that sells me beer. ）
ユーザー: （訳注:「ミ」の部分の歌詞）
Jabberwacky: The Hills are alive... （訳注:サウンド・オブ・ミュージックの主題歌の歌いだし）
ユーザー: ちがーう！ なんでそうなるの？

## George
Jabberwacky は個別のおしゃべりプログラムを作る機能を持っている。そのようなプログラムの中でも George が最も有名である。George はウェブサイトを訪れた人との会話や ロロ・カーペンター との会話から学習するキャラクターである。George は 2005年のローブナー賞に出品されたプログラムであり、Jabberwacky そのものとは異なる。

## カスタマイズ可能なボット
Jabberwacky のウェブサイトでは各人が個人用のボットを作ることができ、それに教え込むことができる。教え込むには単に会話をすればよい。ただし、このサービスには料金がかかる。

## 年表
- 1982年 – シンクレア ZX81上で最初のプログラムが作られ、このプロジェクトが始まった。当時のプログラムには学習機能はない。
- 1988年 – 学習型AIプロジェクト Thoughts が開始された。
- 1997年 – インターネット上で Jabberwacky プロジェクトが開始された。
- 2003年10月 – Jabberwacky はローブナー賞3位となった。
- 2004年9月 – Jabberwacky はローブナー賞2位となった。A.L.I.C.E に敗退。
- 2005年9月 – Jabberwacky 内のキャラクター George がローブナー賞を受賞。
- 2006年9月 - 別のキャラクター Joan がローブナー賞を受賞。